# 瑪麗莎鎮區 (伊利諾伊州聖克萊爾縣)
瑪麗莎鎮區（英語：Marissa Township）是位於美國伊利諾伊州聖克萊爾縣的一個行政鎮區。

## 地方資料
根據2010年美國人口普查的數據，瑪麗莎鎮區的面積為93.20平方千米，當中陸地面積為89.20平方千米，而水域面積為4.00平方千米。當地共有人口989人，而人口密度為每平方千米10.61人。